# Edward Seymour, 1. vévoda ze Somersetu
Edward Seymour, 1. vévoda ze Somersetu, KG, (kolem 1506? – 22. ledna 1552, Tower, Londýn) byl anglický vévoda a po smrti anglického krále Jindřicha VIII. v roce 1547 regent Anglie, kdy zastupoval nezletilého krále Eduarda VI. Tuto funkci vykonával do roku 1549.
Narodil se kolem roku 1506 siru Johnovi Seymourovi a jeho manželce Margery Wentworthové. Mezi jeho sourozence patřili Thomas Seymour a také anglická královna Jana Seymourová.